# كراج النهضة
محطة النهضة لنقل المسافرين المعروفة باسم كراج النهضة محطة نقل رئيسية تحتوي على مواقف لنقل الركاب من مدينة بغداد إلى مدن عراقية أخرى، موقعها في شرق بغداد، في صوَب الرصافة، يُشرف على الكراج المؤسسة العامة لنقل المسافرين.

## موقعها
كراج النهضة خارج سور بغداد الشرقي العباسي التاريخي، وكان قرب السور مقبرة لليهود، أُزيلت سنة 1960م، وأُلحقت المقبرة بأرض الكراج. وعنوان الكراج في حي الكيلاني، محلة 135، شارع الثورة، في «ساحة الثورة» التي اُشتهرت باسم «ساحة النهضة»، بين شارع محمد القاسم شرقاً وشارع الشيخ عمر غرباً، قيل إن سبب تسميته النهضة، لأنه أول محطة نقل مركزية، وقد زامنَت نهضةَ بغداد بعد تصميمها الجديد.

## الكراج الجديد
في 19 أيلول سنة 2020م، أعلنت وزارة النقل العراقية عن افتتاح كراج نهضة جديد مجاور للكراج القديم، سُميت محطة النهضة الكبرى، وقال حينئذٍ مدير عام شركة النقل «إن هذا الصرح الذي توسط بغداد يمتد على مساحة 42 ألف متر مربع، يحتوي على بناية مركزية مكونة من ثلاثة طوابق يشمل صالة استراحة ومكاتب لقطع التذاكر مع شاشات عرض لموعد انطلاق الرحلات مع مصاعد عدد 2 وسلالم كهربائية عدد 2 لصعود ونزول المواطنين كما تحتوي على أجهزة تبريد مركزية عملاقة وبناية استراحة السواق مكونة من ثلاثة بنايات منفصلة». مساحة البناية المركزية 10 آلاف م2، وبناية الباصات مساحتها 1700 م2، وبناية السيارت الصغيرة 2000 م2، وبناية السُوّاق مساحتها 300 م2، فيها أجنحة نوم وكافتيريا واستراحة، وللكراج بناية للخدمات وضخ الماء وتصريفه وخزانات، ومقر موظفي الدائرة.

## مسرحية النهضة
في سنة 1996م، عُرضت مسرحية اسمها النهضة، سُميت على اسم الكراج، تضمنت نقداً للحكومة العراقية، فمُنعَ عرضها بعد يومها الأول. قال المخرج المسرحي كاظم النصار «النهضة، تلك المحطة المؤقتة التي لاتنام حيث الباعة على الأرصفة وبائعات القيمر والشاي مع مكياج بلدي لجذب انتباه الجندي الذي لم ير جنساً بشرياً مختلفاً لاكثر من 65 يوماً، وصباغو الأحذية البساطيل في الرابعة صباحاً !.وبائعو الملابس العسكرية والأقراص التي تضع اسمك عليها حين تموت، هذا العش المؤقت للحياة للخيبة والخذلان ودموع الأمهات وتلويحات الوداع وسكائر المفرد وليل بغداد وشحوبه وغموضه وسحره، عش اسمه كراج النهضة تحيطه من جهاته الأربع أحياء بغداد القديمة والتي غيرت معالمها الجسور السريعة والبناء الجديد وظلال الحرب وقسوتها».